# Darwinnandu
Der Darwinnandu (Rhea pennata, Syn.: Pterocnemia pennata, Rhea darwinii Gould, 1837) auch Darwin-Nandu oder Kleine Nandu ist ein Laufvogel aus der Gattung der Nandus (Rhea). Er ist kleiner, seltener und weniger bekannt als der Große Nandu.

## Entdeckung
Charles Darwin erfuhr im Zuge der Reise mit der Beagle von Gauchos in Patagonien von der Existenz eines Laufvogels, der von den dortigen Bewohnern „Avestruz petise“ genannt wird. In Port Desire, dem heutigen Puerto Deseado, schoss und kochte die Mannschaft um Darwin ein Exemplar des Vogels, den dieser nicht als den gesuchten Nandu identifiziert hatte. Darwin fiel später der Bericht der Gauchos ein, rettete einige Teile des gekochten Vogels und schickte sie an den Ornithologen John Gould. Gould hielt den Laufvogel für eine unbekannte Art und benannte ihn nach seinem Entdecker Rhea darwinii, zu deutsch Darwinnandu. George Robert Gray stellte 1871 die Gattung Pterocnemia auf und ordnete dieser den Darwinnandu als einzige Art ein. Später stellte sich heraus, dass der Zoologe Alcide Dessalines d’Orbigny den Laufvogel bereits 1834 beschrieben hatte und somit das Artepitheton des wissenschaftlichen Namens entsprechend der Erstbeschreibung in pennata geändert werden musste. 2008 stellte schließlich das South American Check-list Committee (SACC) der American Ornithologists’ Union den Darwinnandu wieder in die Gattung Rhea.

## Merkmale
Der Darwinnandu hat ein graues oder grau-braunes Gefieder und ist mit etwa 90 cm Rückenhöhe des Männchens kleiner als der Große Nandu (Rhea americana). Sein Gewicht beträgt etwa 15 bis 25 kg. Vom Großen Nandu ist der Darwinnandu durch die weiße Fleckung des Rückengefieders unterschieden. Diese ist beim Hahn ausgeprägter als bei der Henne, bei Jungvögeln fehlt sie ganz.

## Verbreitung und Lebensraum

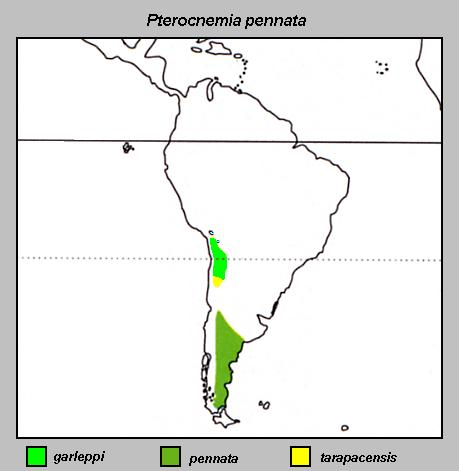
Verbreitungsgebiet
R. pennata garleppi (hellgrün)
R. pennata pennata (dunkelgrün)
R. pennata tarapacensis (gelb)

Es gibt zwei geographisch voneinander getrennte Verbreitungsgebiete: Das größere umfasst den Süden Argentiniens und Chiles, also die Landschaft Patagonien und die südlichen Anden. Ein weiteres Vorkommen des Darwinnandus gibt es weiter nördlich in den Hochanden im Grenzgebiet von Bolivien und Chile.
Das Verbreitungsgebiet des Darwinnandus überschneidet sich mit dem des Großen Nandus, aber die beiden Arten bevorzugen in der Regel unterschiedliche Habitate. Der Darwinnandu toleriert Strauch- und Buschland, in dem die große Art nicht vorkommt. Er lebt auch auf den Hochebenen der Anden in Höhen von 3500 bis 4500 m. In Patagonien kommt er bis in die kalt-gemäßigten Zonen an der Südspitze vor. Auch auf Feuerland kommt er vor, wurde hier allerdings 1936 durch den Menschen eingeführt.

## Lebensweise

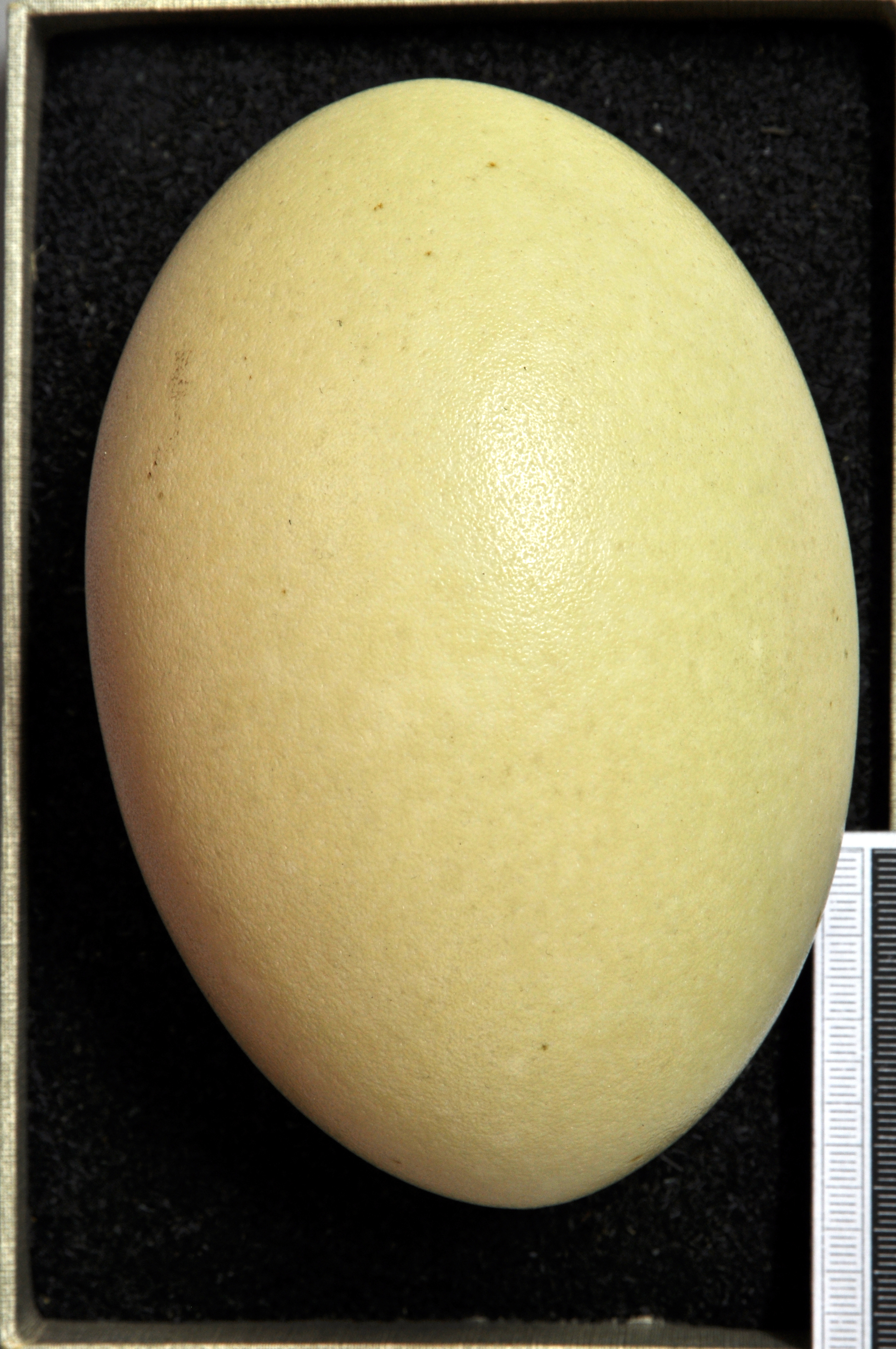
Ei des Darwinnandus, Sammlung Museum Wiesbaden

In vielerlei Hinsicht unterscheidet sich der Darwinnandu wenig vom großen Nandu. Die Lebensweise beider Arten ist daher ausführlich im Artikel Nandus beschrieben. In Anpassung an strauchbestandene Habitate läuft der Darwinnandu mit horizontal vorgestrecktem Hals und angelegten Flügeln, um nicht durch die Vegetation behindert zu werden.

## Unterarten
Neben der Nominatform (Rhea pennata pennata) gibt es geographisch von dieser getrennt zwei weitere Unterarten in den mittleren Anden der Grenzregionen Perus, Boliviens, Argentiniens und Chiles:
- Rhea pennata tarapacensis (Chubb, C, 1913)[6]
- Rhea pennata garleppi (Chubb, C, 1913)[6]

Diese beiden Unterarten bilden nach Ansicht mancher Fachleute eine eigene Art, die als Puna-Nandu (Rhea tarapacensis) bezeichnet wird. Sie sind mehr grau als braun gefärbt und haben eine weniger ausgeprägte Beschuppung der Läufe als die Nominatform.